# خارکش
خارکش، قدیمی ترین روستایی است از توابع بخش مرکزی شهرستان ساری در استان مازندران .
این روستا ازغرب به روستای مرمت ازشرق زرین آبادوازجنوب به روستای پایین کولا متصل میشود روستای خارکش دارای بیشترین وصعت جنگلی میباشد ودارای بیش از 250هکتار زمین زراعی میباشد
روستای خارکش دارای بزرگترین امامزاده کل مازندران میباشد به وسعت 8هکتار وزیربنا ساختمانی 1500متر جز این امامزاده ،امامزاده خدیجه،امامزاده زکریا ،امامزاده مونس وقاسم هم دراین محل وجود دارد
دهیاراین روستا درحال حاظر آقای رضا ابراهیمی میباشد که ازسال 93مشغول به کارهستن

Amirghanbariamdg_sari

## جمعیت
خارکش روستایی در دهستان میان‌دورود کوچک قرار داشته و براساس آخرین سرشماری مرکز آمار ایران که در سال ۱۳۸۵ صورت گرفته، جمعیت آن ۱۱۴۴نفر (۳۰۱خانوار) بوده‌است.

## جغرافیا و موقعیت مکانی
این روستا، پس از روستای اسپورز قرار گرفته است. اطراف روستای خارکش را تپه هایی با زمین های کشاورزی پوشانده است.

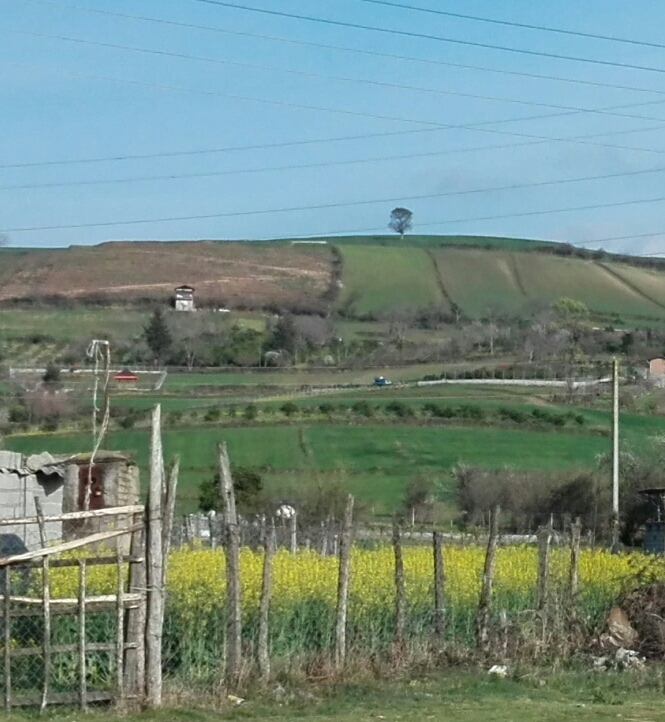
تپه ای با زمین های کشاورزی در خارکش به همراه تک درختی زیبا

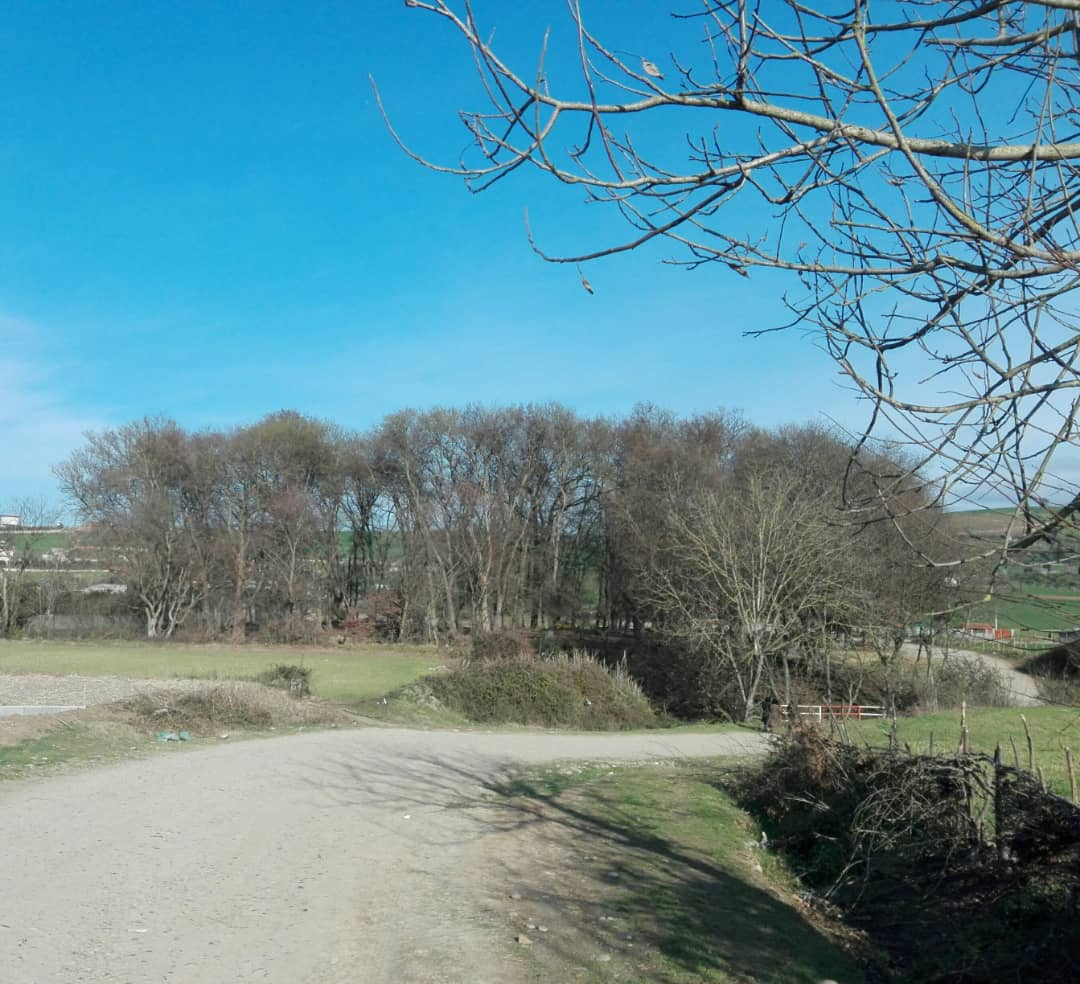
مکانی در روستای خارکش در اسفند 1399 هجری شمسی

خارکش از چند طرف به جنگل های هیرکانی آن مناطق، راه دارد.

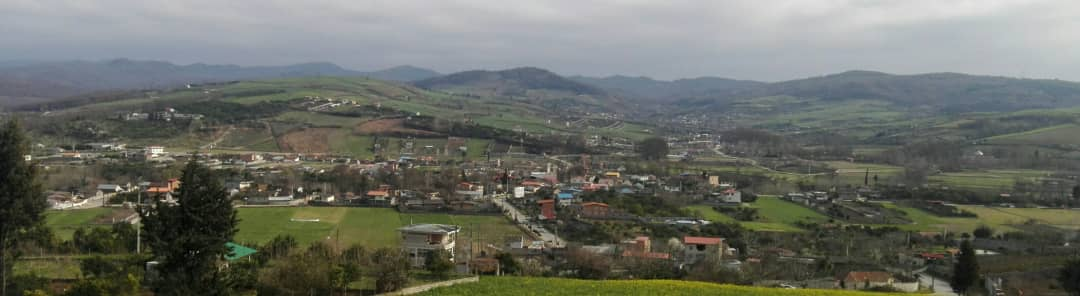
نمایی از روستاهای اسپورز و خارکش در زمستان 1399

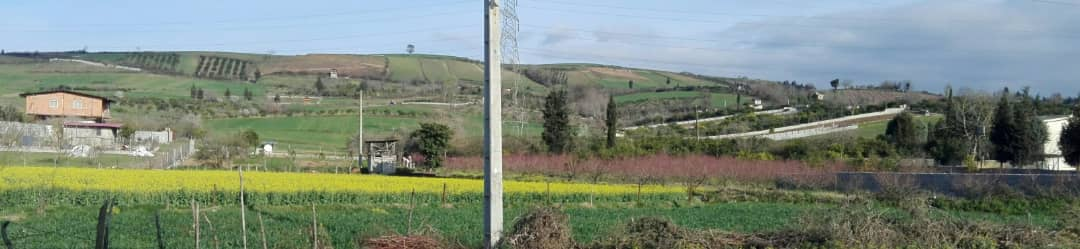
نمایی از بخشی از روستای خارکش

## نگارخانه

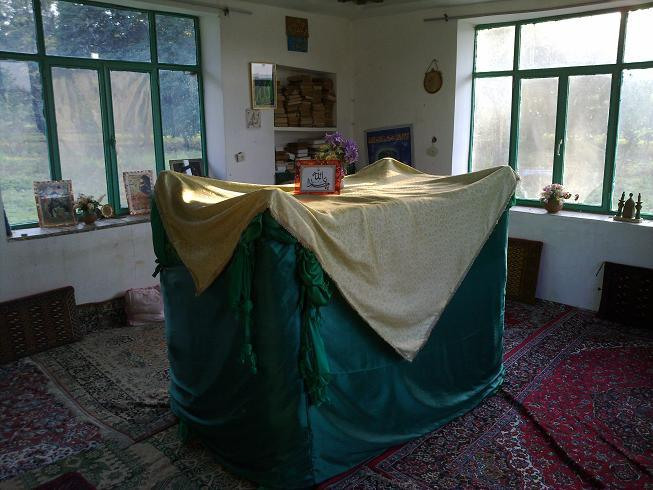
آستان مقدس امامزاده عبدالجبار، خارکش
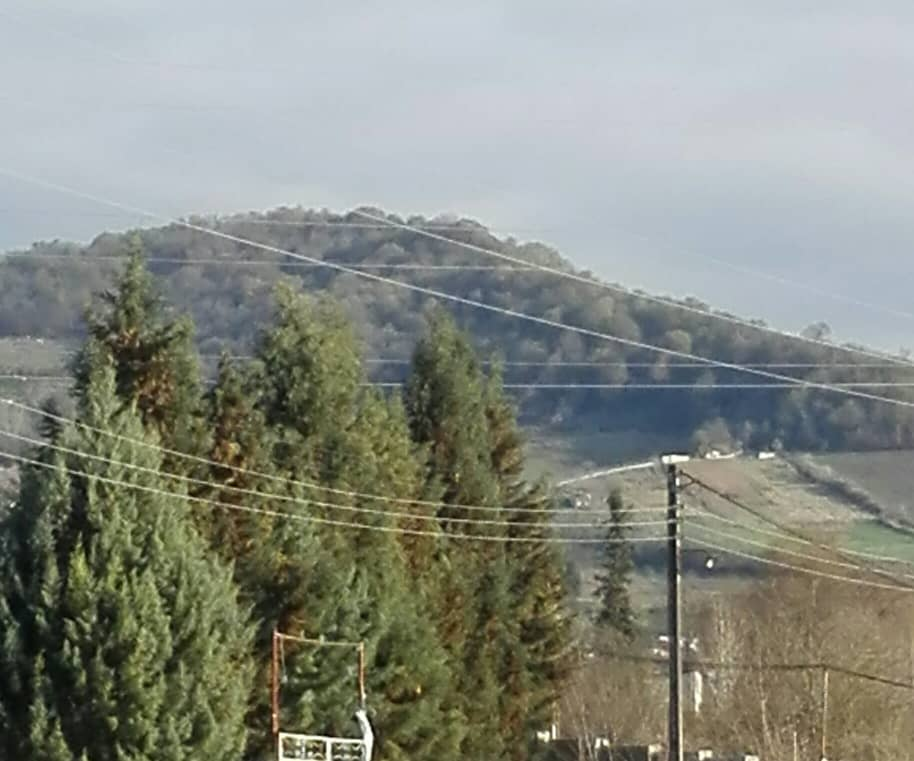
مکانی در روستای خارکش
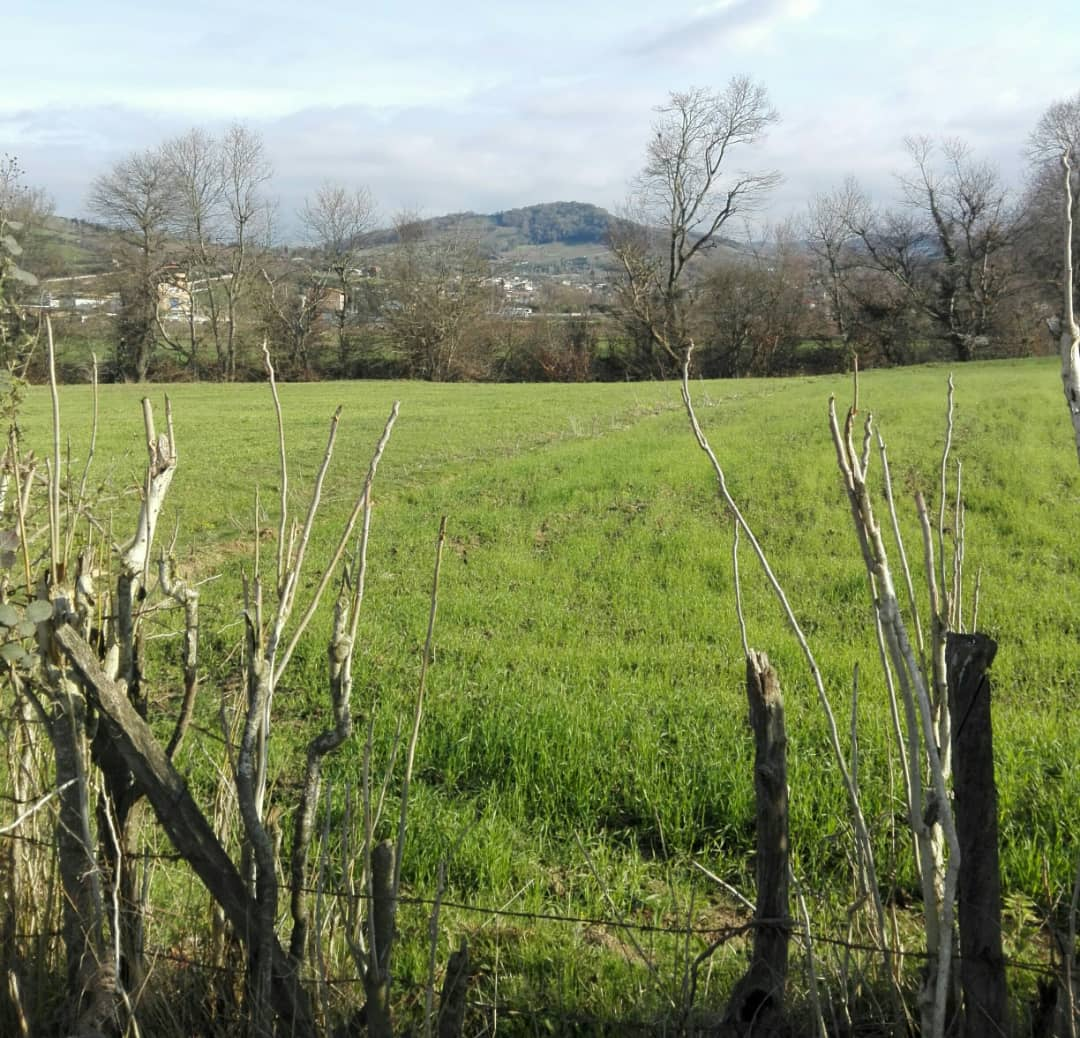
مکانی در روستای خارکش